# Banja Lučica
Banja Lučica (cyr. Бања Лучица) – wieś w Bośni i Hercegowinie, w Republice Serbskiej, w mieście Sarajewo Wschodnie, w gminie Sokolac. W 2013 roku liczyła 20 mieszkańców.